# ديريك هارمون
ديريك هارمون (بالإنجليزية: Derrick Harmon)‏ هو لاعب كرة قدم أمريكية أمريكي، ولد في 26 أبريل 1963 في نيويورك في الولايات المتحدة.

## وصلات خارجية
- ديريك هارمون على موقع مرجع كرة القدم المحترفة.كوم (الإنجليزية)